# Rawlplug
Rawlplug S.A. – polski producent technik zamocowań znajdujących zastosowanie w budownictwie z siedzibą we Wrocławiu, dominująca spółka w Grupie Kapitałowej Rawlplug S.A.

## Historia
Krystyna Koelner w roku w 1982 roku zarejestrowała jednoosobowe przedsiębiorstwo „Tworzywa Sztuczne” Krystyna Koelner, zajmujące się produkcją artykułów z tworzyw sztucznych. W roku 1987 przedsiębiorstwo całkowicie sprofilowało swoją działalność w kierunku produkcji technik zamocowań.
W latach 90. (oraz później) przedsiębiorstwo przejęło kilka przedsiębiorstw polskich i zagranicznych, w tym m.in. Modeco sp. z o.o., Rawlplug Ltd, Śrubex S.A. czy Stahl GmbH. Koelner S.A. w roku 2004 z powodzeniem zadebiutowała na GPW w Warszawie. Począwszy od roku 2013 spółka operuje pod nazwą Rawlplug S.A.
Obecnie Koelner jest jedną z kilku marek w portfolio Grupy Rawlplug S.A. Poza nią w skład portfolio wchodzą marki Rawlplug, Koelner Łańcucka Fabryka Śrub i Modeco.

## Produkty
Pod marką Koelner wytwarzane są produkty w następujących grupach produktowych: kotwy wklejane, kotwy mechaniczne, zamocowania lekkie (w tym kołki rozporowe), zamocowania izolacji fasadowych, zamocowania termoizolacji dachów płaskich, piany i uszczelniacze, złącza ciesielskie, wkręty, wkręty samowiercące, liny i łańcuchy oraz wyroby z drutu.

## Dystrybucja
Produkty marki Koelner dystrybuowane są w całej Europie, Rosji, krajach byłego Związku Radzieckiego, Azji, Bliskiego Wschodu i Afryki.
Według danych z roku 2013 spółka Rawlplug S.A. jest jednym z trzech największych podmiotów w branży zamocowań w Europie, a na świecie w czołowej szóstce.